# Voicst
Voicst est un groupe néerlandais de punk rock, originaire d'Amsterdam, actif entre 1994 et 2010.

## Histoire

### 11-11
Voicst intitule l'album 11-11, prononcé Eleven to Eleven, car ce sont les heures pendant lesquelles ils ont travaillé sur l'album, de 11 heures du matin à 11 heures du soir. Le groupe, qui s'est lourdement endetté pour cet album, décide de le sortir sur son propre label Duurtlang Records, la distribution étant assurée par PIAS. En octobre 2004, l'album, dont la pochette jaune et noire est très voyante, est dans les bacs. Le disque reçoit des critiques élogieuses,, mais il ne semble pas avoir fait de véritable percée. La situation change lorsqu'au printemps 2005, il est décidé de sortir un CD single et un clip de la chanson poppy Dazzled kids. La chanson est reprise par 3FM et Kink FM, et obtient un succès modeste.
Progressivement, le premier album se popularise en Europe, notamment en Espagne et en Belgique. Le groupe joue également en première partie des tournées européennes de Juliette and the Licks, The Presidents of the United States of America, The Posies, The Bravery et Danko Jones. Au cours de l'été, le groupe participe à plusieurs festivals importants tels que le Virus Festival à Eindhoven, le Waterpop à Wateringen et le Lowlands à Biddinghuizen. À l'automne, le morceau Whatever You Want from Life est utilisé dans une publicité pour la bière Heineken, plus tard Google Earth l'utilisera également, et elle fera partie de la bande originale de la Coupe du monde de football 2006. À la fin de l'année, le groupe reçoit un 3voor12 Award pour le meilleur album de 2005. Par la suite, 11-11, toujours en Amérique, est remixé par Victor van Vugt et remastérisé par Fred Kevorkian afin de préparer le disque pour une sortie aux États-Unis début 2006.
Début 2006, Voicst entreprend avec zZz une tournée des salles néerlandaises, suivie de tournées en Angleterre, en France, en Espagne, en Allemagne et en Autriche, entre autres, et le groupe contribue également à l'album Where the Wild Things Are de C-Mon en Kypski. En 2006, l'édition internationale de 11-11 sort également aux Pays-Bas, avec une pochette modifiée et le titre bonus Acts of Fire.

### A Tale of Two Devils
Au printemps 2007, Voicst repart aux États-Unis pour travailler sur la suite de 11-11. Cette fois-ci, le groupe choisit d'enregistrer l'album avec Peter Katis, connu comme producteur d'Interpol, et Hoedemaekers l'accompagne également, en tant que coproducteur et programmateur. L'album est enregistré à New York, mais aussi aux Pays-Bas, et en France. Des musiciens invités par Divserse, dont une section de cuivres, jouent pendant les enregistrements. Une chanson est également enregistrée avec Pieter Perquin de Pete Philly and Perquisite, intitulée Second Blow.
L'album sort en janvier 2008, précédé du single Everyday I Work on the Road, qui est largement diffusé. L'album reçoit à nouveau de bonnes critiques et le groupe est largement félicité pour sa croissance. Cette année-là, le groupe se produit pour la première fois au Pinkpop, et à l'étranger, le groupe se produit également dans des festivals majeurs tels que Sziget à Budapest
Lors de la tournée promotionnelle autour de A Tale of Two Devils, le trio est rejoint par Hoedemaekers au sampler, Sophie Boerner et Loes Rusch au saxophone et Colin Benders, mieux connu sous son nom de scène Kyteman, à la trompette. En juin, le bassiste Woodside fait parler de lui car il s'est cassé trois vertèbres en tombant d'un arbre. Deux semaines plus tard, le guitariste Bomhoff se casse le coude lors d'un accident de vélo. Tous deux sont en mesure de jouer comme d'habitude, mais les parties de guitare de Bomhoff sont jouées par l'ex-Riplet Elle Bandita à partir du mois de juillet. Cette collaboration fonctionne si bien que Bandita reste avec le groupe pour les concerts, même après le rétablissement de Bomhoff. Le 28 juin 2008, Voicst assure la première partie de Kane dans un stade Kuip à guichets fermés. Cette année-là, Tjeerd Bomhof travaille également en tant qu'auteur-compositeur avec Roosbeef en Anouk, et participe en tant que coach vocal à l'album A Family Like Yours de Lucky Fonz III. Voicst enregistre également une chanson avec le rappeur Dio.
Des changements au sein du groupe ont lieu début 2009. Les musiciens de scène About, Elle Bandita et Kyteman quittent le groupe pour se consacrer entièrement à leur carrière solo. Le saxophoniste Loes Rusch a également quitté le groupe. Hoedemaekers est remplacé par Jaimie van Hek, qui joue également dans le groupe S.C.A.R.. Mathias Janmaat du groupe Bombay Show Pig est ajouté à la formation en tant que second guitariste permanent. Le 5 mai 2009, en tant qu'ambassadeur de la liberté, Voicst est autorisé à faire le tour de certains festivals en hélicoptère. Voicst participe aux festivals de Leeuwarden, Groningue, Zwolle et Assen, et au cours de l'été 2009, le groupe effectue une nouvelle tournée des festivals aux Pays-Bas, visitant notamment Werfpop. En août 2009, le groupe part en tournée en Afrique du Sud.
Cette année-là, Voicst est nommé pour deux Edison, celui du meilleur album et celui de la meilleure chanson pour Everyday I Work on the Road, ainsi que pour deux 3FM Awards, celui du meilleur artiste rock et celui du meilleur artiste alternatif.

## Discographie

### Albums studio
- 2004 : 11-11
- 2008 : A Tale of Two Devils

### Singles
- 2008 : Everyday I Work on the Road
- 2009 : A Year and a Bit